# Kiefergelenk

Kiefergelenk

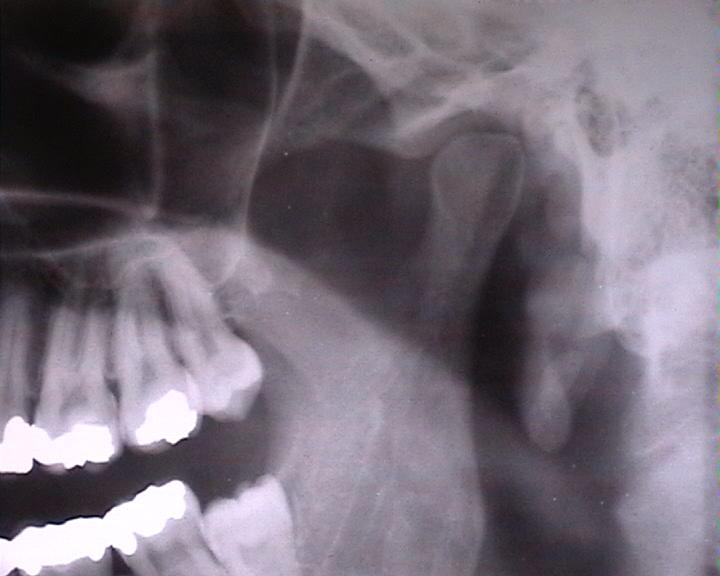
Kiefergelenk – Röntgenbild

Das Kiefergelenk (lat. Articulatio temporomandibularis) ist die bewegliche Verbindung zwischen dem Unterkiefer und dem übrigen Schädel. Bei den Wirbeltieren, genauer ab den Kiefermäulern (Gnathostomata) und mit Ausnahme der Säugetiere, stellt das Kiefergelenk die Verbindung zwischen Os articulare und Os quadratum her (primäres Kiefergelenk). Diese Knochen bilden sich bei den Säugetieren jedoch zu Gehörknöchelchen um und formen bei ihnen das Gelenk zwischen Hammer und Amboss. Das Kiefergelenk der Säugetiere ist daher ein sekundäres Kiefergelenk und wird vom Gelenkknorren des Unterkiefers und dem Schuppenteil des Schläfenbeins gebildet.

## Kiefergelenk der Säugetiere
Die gelenkbildenden Knochenanteile des Kiefergelenks der Säugetiere sind die Unterkiefergrube (Fossa mandibularis) des Schläfenbeins und der Kopf des Unterkiefers (Caput mandibulae). Die Unterkiefergrube ist vorn durch das Tuberculum articulare und hinten durch den Processus retroarticularis begrenzt. Der Gelenkkopf sitzt auf dem Walzenvorsprung (Processus condylaris) des Unterkieferastes (Ramus mandibulae).
Die Gelenkhöhle des Kiefergelenks wird durch eine bewegliche Knorpelscheibe, den Diskus, in einen oberen Gelenkspalt (zur eigentlichen Gelenkpfanne an der Schädelbasis hin) und einen unteren Gelenkspalt (zum Gelenkköpfchen des Unterkiefers hin) geteilt. In der oberen Hälfte findet hauptsächlich eine Gleitbewegung, in der unteren Hälfte dagegen eine Drehbewegung statt.

### Funktionelle Aspekte beim Menschen
Idealerweise sollten im Schlussbiss beide Kieferköpfchen zentral in der Gelenkgrube sitzen, wobei die Knorpelscheiben zwischen Kieferköpfchen und Gelenkgruben liegen. Dabei sollten die Gelenke symmetrisch zueinander stehen, die Kaumuskulatur auf beiden Seiten dieselbe Spannung und Länge und die Zahnreihen im Seitenzahngebiet rechts und links gleichmäßige Vielpunktkontakte aufweisen.
Bei jedem Schluckakt werden unbewusst all diese Parameter vom Gehirn überprüft. Falls Asymmetrien auftreten (z. B. nach dem Legen einer zu hohen Füllung), setzt sich ein unwillkürlicher Kompensationsmechanismus in Gang. Entweder wird der Frühkontakt durch vermehrtes Reiben der Zähne weggewetzt – häufig an blanken Stellen auf frisch gelegten Füllungen zu erkennen – oder der Patient verschiebt den Unterkiefer, bis er wieder beiderseits Vielpunktkontakte an den Zähnen spürt. Allerdings gehen dabei die Symmetrie und die beidseitig gleichmäßige Spannung der Muskulatur verloren, was in einen Teufelskreis münden kann (→ Bruxismus und kraniomandibuläre Dysfunktion).
Mit der Analyse von Fehlstellungen des Kiefergelenkes und der Wiederherstellung der Idealposition befasst sich die zahnmedizinische Fachrichtung der Gnathologie. Zur Bestimmung der individuellen Scharnierachse dient die Axiographie.

## Kiefergelenk der Vögel
Das Kiefergelenk der Vögel besteht aus bis zu drei Gelenken, den Articulationes mandibulares:
- Die Articulatio mandibulosphenoidalis ist die Verbindung zwischen dem Processus mandibularis medialis des Unterkiefers und dem Os parasphenoidale.
- Die Articulatio quadratomandibularis ist funktionell das wichtigste Gelenk und verbindet das Os articulare des Unterkiefers mit dem Os quadratum. Bei Entenvögeln ist in das Gelenk ein Meniskus eingelagert.
- Die Articulatio ectethmomandibularis ist nur bei Honigfressern ausgebildet und stellt die Verbindung zwischen dem oberen Rand des Unterkiefers mit dem Os ectethmoidale dar.